# Typesnelheid
Typesnelheid is de snelheid waarmee iemand kan typen op een toetsenbord. Deze snelheid wordt vaak aangegeven als "aanslagen per minuut" (APM), maar internationaal wordt de eenheid "woorden per minuut" (WPM) gebruikt. 
Omdat het aantal aanslagen per woord taalafhankelijk is, is er internationaal een standaard opgesteld. Elke vijf aanslagen gelden als een woord. Dat betekent dat "Paris" met zijn vijf aanslagen voor een woord staat, "Amsterdam" met negen aanslagen voor bijna twee woorden en "Rio de Janeiro" met 14 aanslagen voor bijna 3 woorden, want ook de spatie geldt als een aanslag van een toets. 
Wie op jonge leeftijd leert blind typen met tien vingers en daarna veel typt op het werk, mag verwachten dat de snelheid tot boven de 200 APM zal reiken. Personen die zichzelf hebben leren typen met enkele vingers en moeten kijken naar het toetsenbord, halen snelheden tot ongeveer 180 APM. 
Iemands typesnelheid kan verhoogd worden met behulp van een typecursus, hogere accuratesse en regelmatige training.
Ook kan gebruik gemaakt worden van speciale toetsenborden, waarbij de letters die het meest frequent voorkomen, dicht bij elkaar liggen en vooral op de regel met de toetsen waar je vingers 'in rust' op staan. Een voorbeeld daarvan is het Dvorak-toetsenbord.
De typesnelheid kan eenvoudig worden gemeten via een typetest op internet. De reële typesnelheid is echter de snelheid waarbij men foutloos typt.